# زيفيلد (تيرول)
تَقعُ منطقة زيفيلد الأولمبية Olympiaregion Seefeld على بُعد حوالي 25 كم شمال غرب مدينة "إنسبروك"، وتستقِرُ على هضبةٍ عاليةٍ مُحاطةٍ بسلاسل جبالٍ مهيبةٍ من منطقة جبال «كارفنديل» المحميّة وسلسلة جبال «فيترشتاين». تُعرفُ المنطقةُ باستضافتها التدريبات الاسكندينافية خلال الألعاب الأولمبية الشتوية لعامي 1964 و1976 ولرُقيّها الدولي وفنادقها ذات الخدمة عالية الجودة. تنتمي سيفيلد ل12 منتجعاً كلاسيكياً في جبال الألب والتي تُعد «أفضل مجموعة في جبال الألب». أحدُ ميزاتِ المنطقة هو «التكييف الطبيعي» وذلك بسبب موقعها في الجبال على ارتفاع 1,200 مترًا عن مستوى البحر، ويؤدي ذلك إلى درجاتِ حرارةٍ معتدلة خلال النهارِ وتستطيع أن تستنشق هواء الجبل المنعش في الليل. وهناك خمس منتجعاتٍ هي Leutasch, Mösern/Buchen, Reith, Scharnit Seefeld.

## أهم المعالم السياحية

### روشوت والتلفريك
يمكن للزائر مشاهدةُ المناظر البانورامية من ارتفاع 2000 مترًا. حيث تصل عربات التلفريك في Rosshütte لارتفاع 2000 مترًا في خلال عدَّة دقائقٍ قليلة. قمة الجبل عند Haermelekopf (على ارتفاع 2050 مترًا) هي نقطة الانطلاق للقيام بنزهة على الأقدام وممارسة تسلق الجبال في الصيف. توجدُ في Rosshütte على ارتفاع 1,760 مترًا شرفةٌ مشمسة وحديقة ألعاب للأطفال وممراتٌ للقيام بنزهة على الأقدام ومطعم.

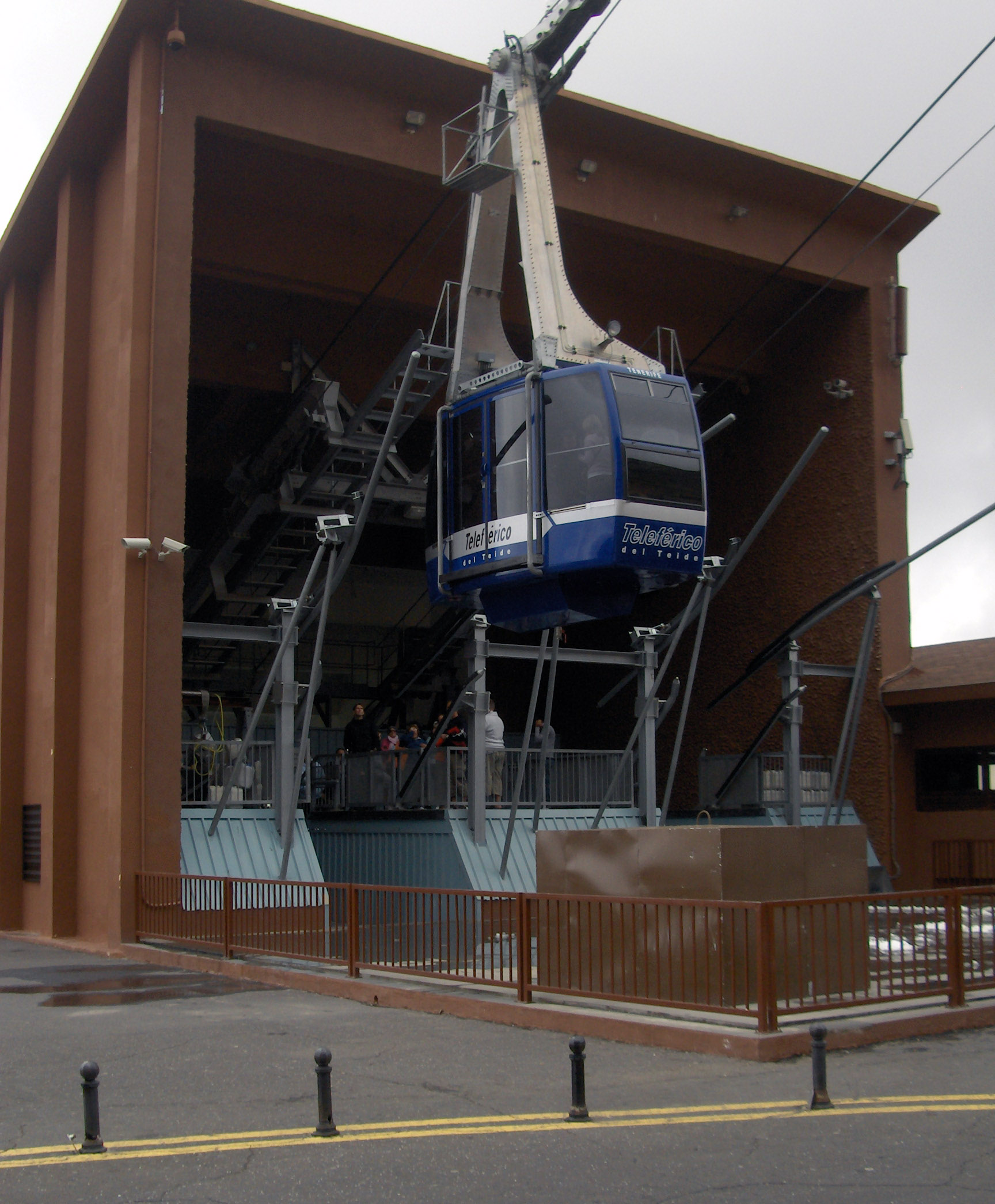
Cabel Car at Teide 3

### بحيرة فيلد سي
بحيرة «فيلد سي» Lake Wildsee هي مصدر تسمية قرية زيفيلد (والتي تعني «حقل على البحيرة»)، والتي وُثِقت لأول مرة في عام 1022م. يوجد في البحيرة نوعٌ من الأسماك والذي أعطاها اسمها الثاني وهي بحيرة «لامبري». كان استعمالُ هذه البحيرة لأغراض اقتصاديةٍ محدوداً لبضع قرون فقط. ساهمت البحيرة ولا تزال تساهمُ في جمال هضبة سيفيلد العالية واليوم هي بحيرةٌ رائعةٌ لممارسة السباحة بفضلِ شاطئيّها. لقد أصبحت الضفاف الجنوبية من البحيرة محميةً طبيعيةً منذ عام 1926 بسبب ميّزاتها النباتية الخاصة.

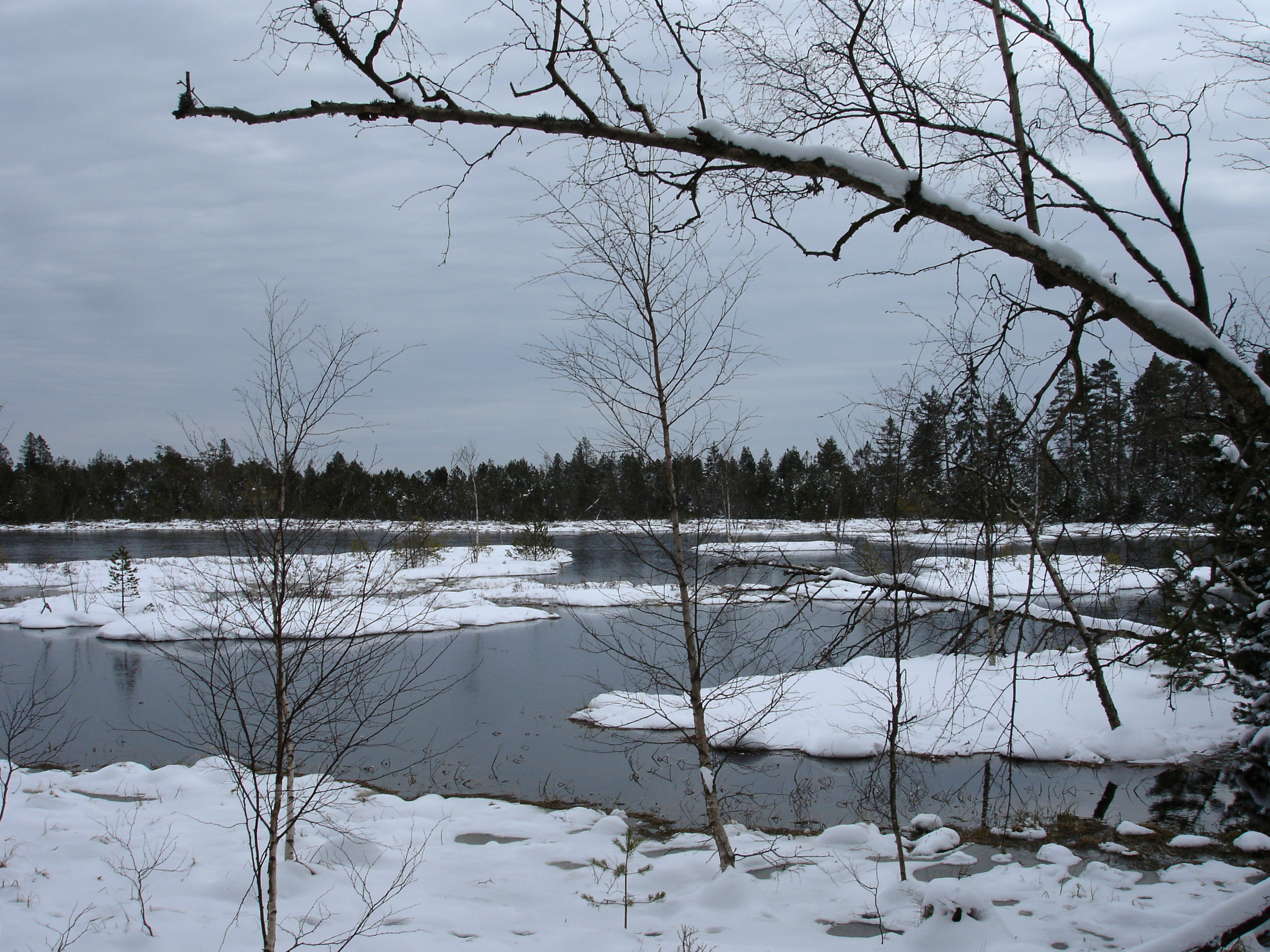
Wildsee Bad Wildbad verschneit

### بحيرتا لوتينز ووايلد موس
يوجد على هضبة «فيلد موس» ظاهرة طبيعية مثيرة جداً للاهتمام وهي ظهورُ بحيرتين وسط المروج الخضراء وغابات أشجار الأركس والبتولا، إنّهما بحيرتا Wildmosssee وLottensee. حين تبدأ ثلوجُ جبال الألب بالذوبان في الربيع تمتلئ الكهوف والقنوات التي تقع تحت الأرض بالماء. تغمرُ المياه الزائدة المقعرات في المروج وتشكلُ البحيرات. تحافظُ البحيرات بعد ذلك على مستوى ثابت طوال فصل الصيف وهي مُناسِبةٌ أيضاً لممارسة السباحة، وتختفي البحيرات في فصل الخريف خلال فترة أسبوعين أو ثلاثة أسابيع.

### متنزه لوتاش للصغار
الملعب الذي يقعُ في بلدة Leutasch مفتوح من شهر مايو لشهر أكتوبر ويجتذِبُ الأطفال من جميع الأعمار. يمكن الاستمتاع بالتزحلق المنحدر على ممر التزحلق الصيفي البالغ طوله 1200 مترًا أو بالقفز في المياه باستخدام المراكب المنزلقة المائية "Nautic Jet". كذلك يمكن ركوب الأمواج في المنطقة المائية ذات التصميم الدائري بينما يركبُ الأشخاص الشجعان على ظهور الثيران. يوجد كوخٌ يقعُ عند قمة Kreithalm مباشرةً إلى جانب الملعب والذي يقدمُ أشهى أنواع الطعام.

### مصدر نهر «إيسار» في منطقة «كارفندل»
يتدفق نهرُ إيسار "Isar" عبر مركز مدينة ميونيخ، ومنبعه من قرية زيفيلد. يوجدُ عند مصدر نهر «إيسار» عدَّة مواقعٍ حيث تتدفقُ المياه من بين الصخور على مدارِ السنة. وهذا المكان من نهر«إيسار» هو مكان ذو شعبية أيضاً للركوب في قوارب الكنو والتجديف. يستمتعُ الزوارُ بنوعيّة المياه الممتازة والريف الرائع في المحميّة الطبيعية في «حديقة الألب كارفندل».

### بحيرة موسر
بحيرة Möserer See Lake، تقعُ في حوضٍ صخريٍ على ارتفاع 1,292 مترًا فوق مستوى سطح البحر. توجدُ البحيرة في مكانٍ مُنعزلٍ وسطَ الغابات وتقع فوق قرية Möserer على بعد 15 دقيقة منها. على الرغم من وجودها ضِمن محميّة طبيعية فإنّه يُسمح بممارسة السباحة فيها. ضفاف البحيرة مغطاةٌ بورود جبال الألب وتُعشِشُ مجموعةٌ مُنوعةٌ من طيور الماء هناك. تُعَدُّ البحيرةُ واحدةً من أكثر البحيراتِ دِفئاً في إقليمِ «تايرول». تتوفرُ المشروباتُ والوجباتُ الخفيفة في المطعم الريفي في موسر.

## معرض صور

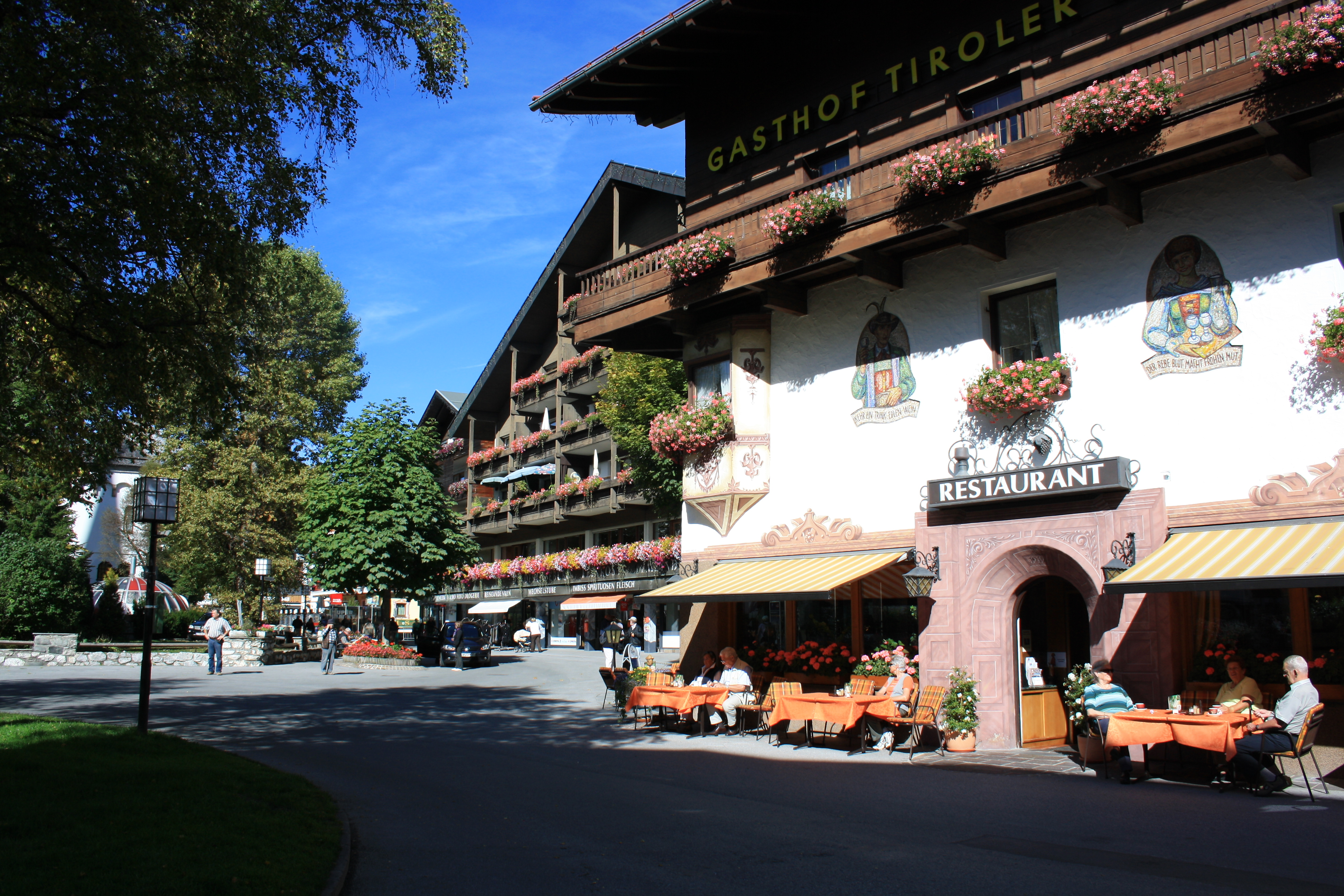
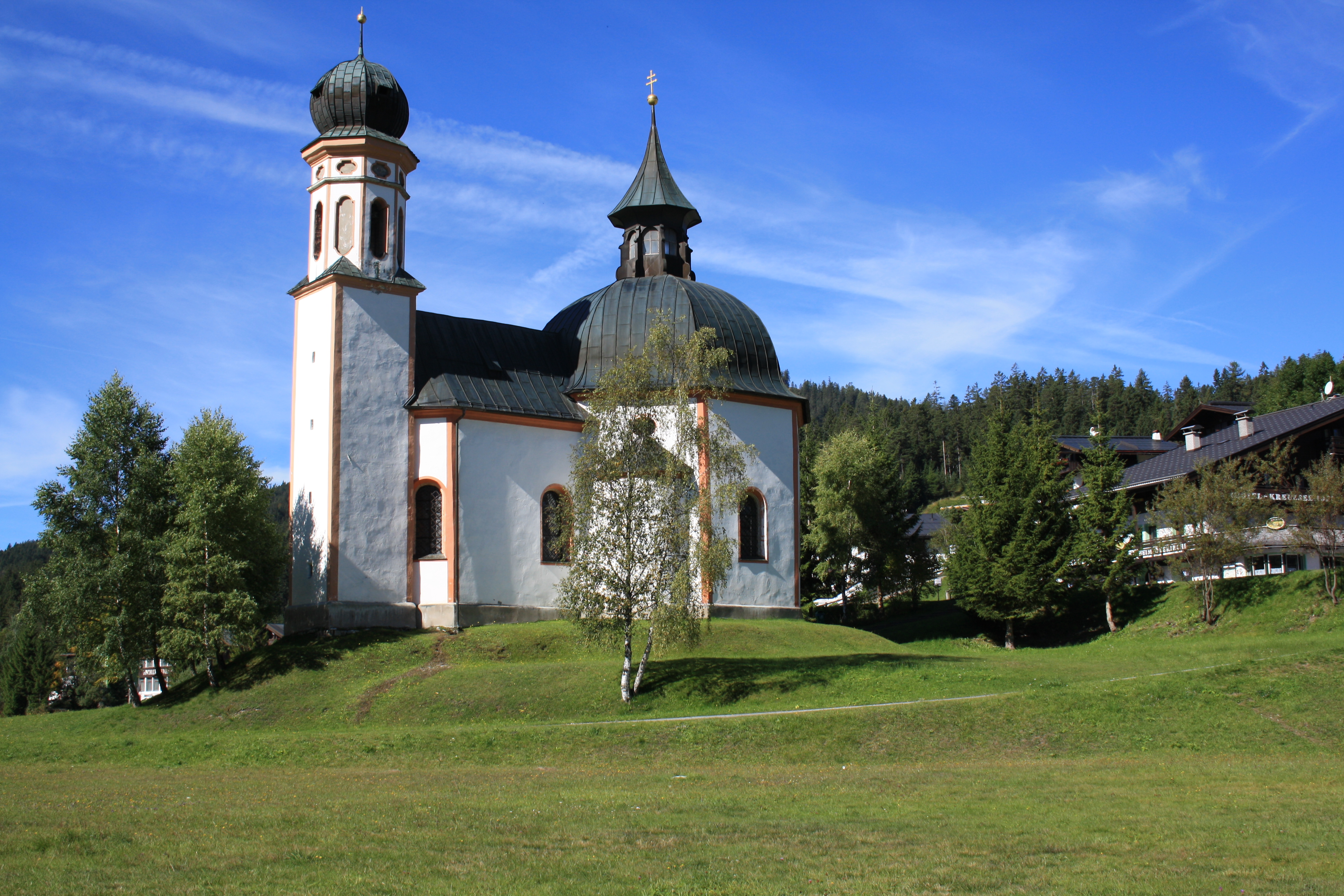
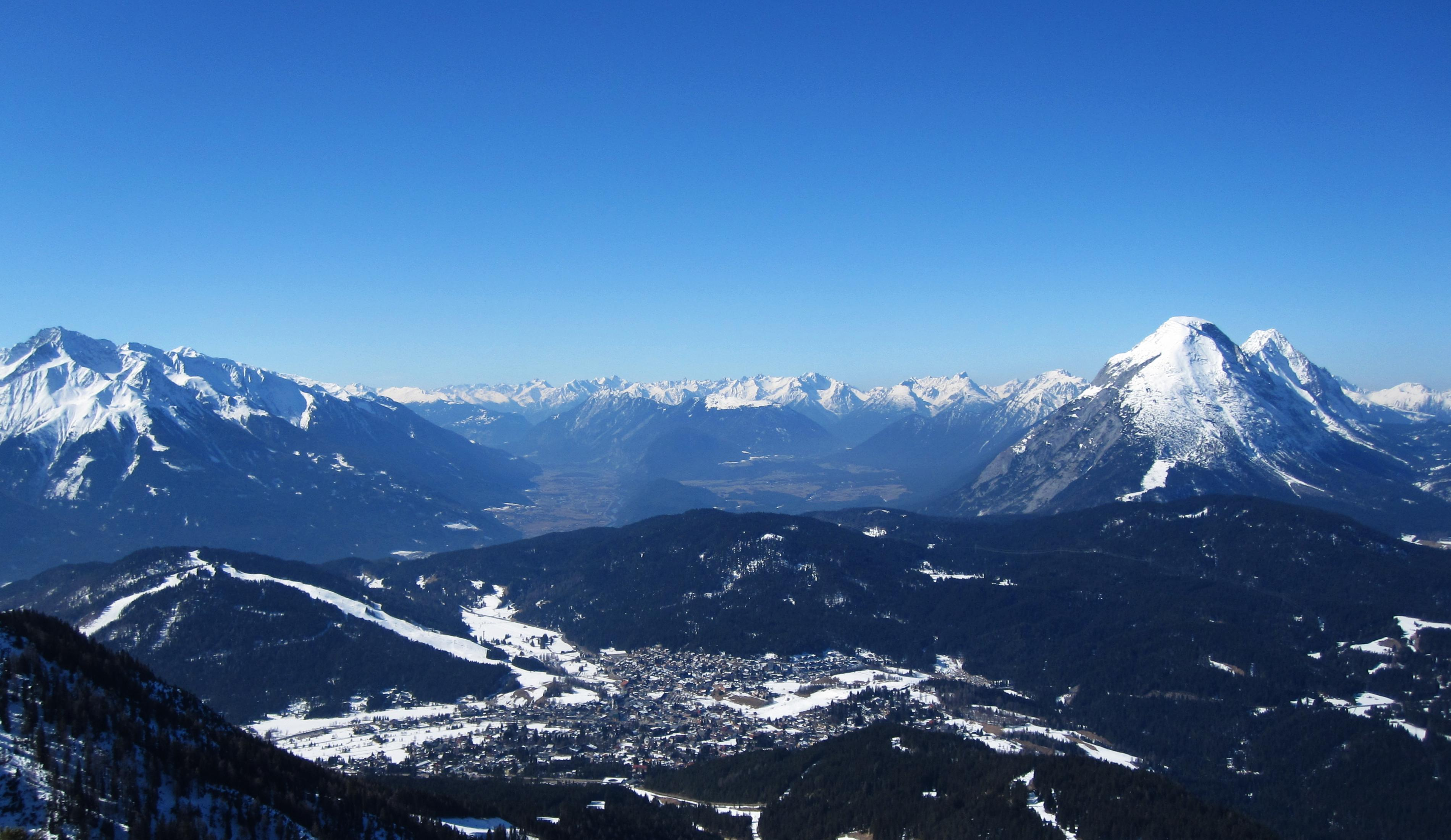
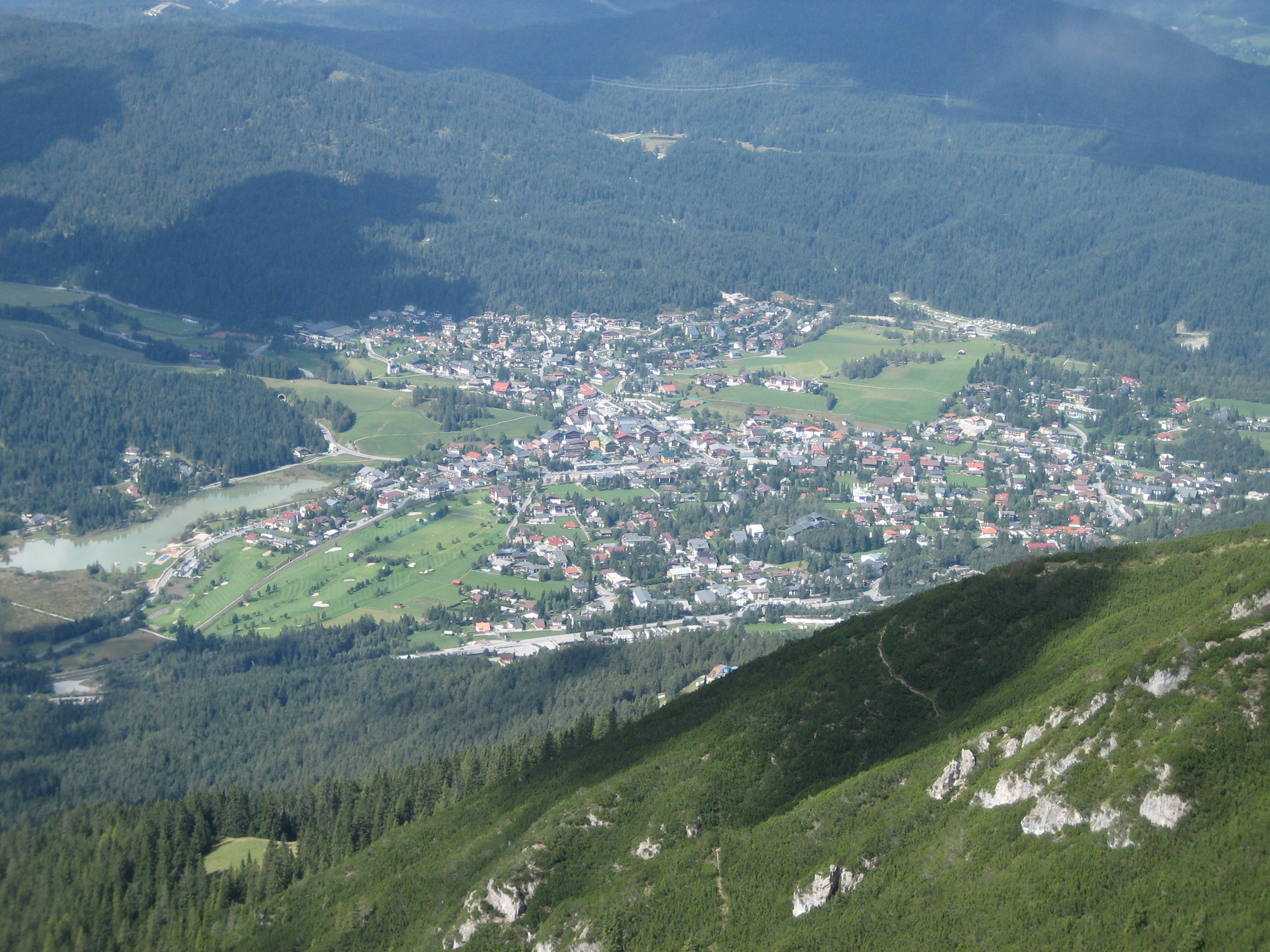